# Ultima IV: Quest of the Avatar
Ultima IV: Quest of the Avatar é um jogo eletrônico de RPG desenvolvido e publicado pela Origin Systems, originalmente para Apple II, em 16 de setembro de 1985. Ele é o quarto título principal da série Ultima e o primeiro da trilogia da "Era da Iluminação", mudando a jogabilidade de hack and slash e dungeon crawling dos seus predecessores para uma abordagem com nuances éticas e orientada para o enredo.
Em 1996, a Computer Gaming World nomeou Ultima IV como o número 2 em sua lista de Melhores Jogos de Todos os Tempos para IBM PCs. O designer Richard Garriott considera esse jogo um de seus favoritos da série Ultima.

## Enredo
Ultima IV está entre os poucos jogos de RPG, e talvez o primeiro, em que a história do jogo não se concentra em pedir ao personagem do jogador que supere um mal supremo tangível. Em vez disso, a história se concentra no autoaperfeiçoamento moral do personagem do jogador.
Após a derrota de cada um dos membros da Tríade do Mal nos três jogos anteriores, o mundo de Sosaria passou por algumas mudanças radicais na geografia: três quartos do mundo desapareceu, continentes subiram e afundaram, e novas cidades foram construídas para substituir as que foram perdidas. Por fim, o mundo, agora unificado sob o domínio de Lord British, foi renomeado para Britannia. Lord British sentiu que as pessoas não tinham um propósito após o fim de suas grandes lutas contra a Tríade e estava preocupado com o bem-estar espiritual delas nessa nova era desconhecida de relativa paz, por isso proclamou a Busca do Avatar ("Quest of the Avatar"): ele precisava de alguém que se apresentasse e se tornasse o exemplo brilhante a ser seguido.
Diferentemente da maioria dos outros RPGs, o jogo não se passa em uma “era das trevas”; a próspera Britânia se assemelha à Itália renascentista ou à Camelot de Rei Artur. O objetivo do jogo é concentrar-se no desenvolvimento do personagem principal em uma vida virtuosa - possível porque o país está em paz - e tornar-se um líder espiritual e um exemplo para as pessoas do mundo de Britannia. O jogo acompanha a luta do protagonista para compreender e exercitar as Oito Virtudes. Depois de provar sua compreensão de cada uma das Virtudes, localizar vários artefatos e, finalmente, descer à masmorra chamada Abismo Estigiano para obter acesso ao Códice da Sabedoria Suprema, o protagonista se torna um Avatar.